# Fernando Jara
Manuel Fernando Jara Aninat (Valparaíso, 9 agosto 1930 – Vitacura, 16 novembre 2023) è stato un calciatore cileno, di ruolo attaccante.

## Carriera

### Club
Ha giocato nella prima divisione cilena.

### Nazionale
Con la nazionale cilena ha partecipato alle Olimpiadi del 1952.

## Palmarès

### Club

#### Competizioni nazionali
- Campionato cileno: 1

Universidad Católica: 1954
- Primera B: 1

Universidad Católica: 1956